# 鹿島移民村
鹿島村，為臺灣日治時期的日本移民村，1937年建於橫跨北斗郡田尾庄與埤頭庄的舊濁水溪新生地，主要為來自熊本、鹿兒島、香川的農業移民。1942年底統計共有119戶642人。

## 介紹
鹿島移民村最早自1937年4月有移民移入，居民主要種植水稻、甘蔗、甘藷等作物，居民主要信仰為淨土真宗。鹿島移民村內1938年7月設立鹿島國民學校，1939年3月開校；1940年設有診療所；同年，鹿島移民村的三個部落與豐里移民村的兩個部落合併新設香取移民村。

## 人口
- 1937年：135戶667人
- 1938年：50戶298人[4]